# Kanaya Hanzō

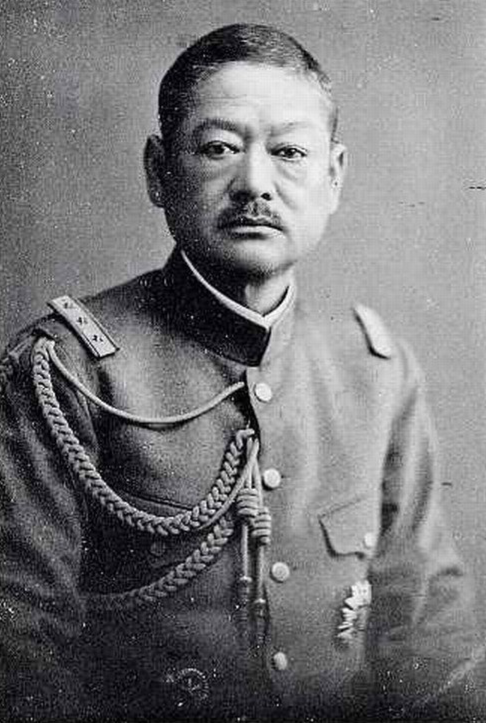
General Kanaya Hanzō

Kanaya Hanzō (jap. 金谷 範三; * 24. April 1873 in Takada, Landkreis Kunisaki (heute: Bungo-Takada), Präfektur Ōita; † 6. Juni 1933) war ein japanischer General der Kaiserlich Japanischen Armee, der zwischen 1930 und 1931 Chef des Generalstabes der Kaiserlich Japanischen Armee (Sanbō Honbu) war.

## Leben
Kanaya Hanzō, Sohn eines Arztes, besuchte die private Seijō-Schule in Shinjuku und absolvierte eine Offiziersausbildung an der Heeresoffizierschule (Rikugun Shikan Gakkō), die er im Juli 1894 abschloss. Danach wurde er im September 1894 Leutnant im 3. Infanterieregiment und nahm mit diesem am Ersten Japanisch-Chinesischen Krieg teil. Seine Ausbildung zum Stabsoffizier an der Heereshochschule (Rikugun Daigakkō) beendete er im November 1901 mit Auszeichnung. Danach war er Kompaniechef, Offizier im Generalstab und nahm zwischen 1904 und 1905 als Offizier der Stabsabteilung der 2. Armee am Russisch-Japanischen Krieg teil. Nach einer Verwendung als Adjutant des Militärattaché an der Gesandtschaft im Deutschen Kaiserreich war er zwischen dem 2. Dezember 1909 und dem 11. November 1912 Instrukteur an der Heereshochschule.
Im Anschluss fungierte Kanaya Hanzō vom 11. November 1911 und dem 28. Juli 1914 als Militärattaché an der Gesandtschaft in Österreich-Ungarn und wurde während dieser Zeit am 22. August 1913 zum Oberst befördert. Nach seiner Rückkehr fungierte er zwischen dem 10. August 1914 und dem 2. Mai 1916 als Kommandeur des 57. Infanterieregiments sowie vom 2. Mai 1916 bis zum 16. Juli 1918 als Chef der für Militärmanöver zuständigen Sektion 2 der Abteilung 1 des Generalstabes. Nach seiner Beförderung zum Generalmajor am 10. Juni 1918 übernahm er von Generalleutnant Ishimitsu Maomi den Posten als Oberbefehlshaber der Garnisonsarmee China (Shina Chūtongun), den er bis zu seiner Ablösung durch Generalmajor Minami Jirō am 25. Juli 1919 innehatte. Daraufhin war er vom 25. Juli 1919 bis zum 8. Februar 1923 Leiter der Abteilung 1 des Generalstabes sowie zwischen dem 8. Februar 1923 und dem 15. August 1923 Sekretär des Obersten Kriegsrates (Gunji Sangiin).
Nach seiner Beförderung zum Generalleutnant wurde Kanaya Hanzō am 15. August 1923 Nachfolger von Generalleutnant Kozan Kimimichi als Kommandeur der 18. Division (Dai-jūhachi Shidan) und bekleidete diese Funktion bis zum 1. Mai 1925. Er wurde dann Nachfolger von Generalleutnant Mutō Nobuyoshi als stellvertretender Chef des Generalstabes der Kaiserlich Japanischen Armee und behielt diesen Posten bis zum 5. März 1927, woraufhin Generalleutnant Minami Jirō ablöste. Am 2. März 1926 löste er wiederum Generalleutnant Watanabe Jōtarō als Kommandant der Heereshochschule ab und verblieb in dieser Verwendung bis zu seiner Ablösung durch Generalleutnant Hayashi Senjūrō am 5. März 1927. Daraufhin fungierte er als Nachfolger von Generalleutnant Morioka Omori vom 5. März 1927 bis zu seiner Ablösung durch Generalleutnant Minami Jirō am 1. August 1929 als Oberkommandierender der in Korea stationierten Chōsen-Armee (Chōsen-gun) und wurde während dieser Zeit am 10. August 1928 auch zum General befördert.
Nachdem er zwischen dem 1. August 1929 und dem 19. Februar 1930 Mitglied des Obersten Kriegsrates war, übernahm General Kanaya Hanzō am 19. Februar 1930 von General Suzuki Soroku den Posten als Chef des Generalstabes der Kaiserlich Japanischen Armee (Sanbō Honbu), den er bis zu seiner Ablösung durch Generalfeldmarschall Kan’in Kotohito am 23. Dezember 1931 innehatte. Zuletzt war er vom 23. Dezember 1931 bis zu seinem Tod am 6. Juni 1933 abermals Mitglied des Obersten Kriegsrates.

## Weblink
- Eintrag in Generals.dk

| Personendaten    | Personendaten                                                    |
| ---------------- | ---------------------------------------------------------------- |
| NAME             | Kanaya, Hanzō                                                    |
| ALTERNATIVNAMEN  | 金谷範三 (japanisch)                                             |
| KURZBESCHREIBUNG | japanischer General                                              |
| GEBURTSDATUM     | 24. April 1873                                                   |
| GEBURTSORT       | Takada, Landkreis Kunisaki (heute: Bungo-Takada), Präfektur Ōita |
| STERBEDATUM      | 6. Juni 1933                                                     |